# Giovanni Berlinguer
Giovanni Berlinguer (pronuncia Berlinguèr; Sassari, 9 luglio 1924 – Roma, 6 aprile 2015) è stato un politico e medico italiano, professore universitario di medicina sociale, figlio di Mario Berlinguer e fratello minore di Enrico Berlinguer.

## Biografia

Giovanni Berlinguer nel 1953

Figlio dell'avvocato repubblicano Mario Berlinguer, di famiglia appartenente alla piccola nobiltà sarda (titoli nobiliari: Cavaliere, m., Nobile mf., con trattamento di Don e di Donna per concessione il 29 marzo 1777 a Giovanni e Angelo Ignazio da Vittorio Amedeo III re di Sardegna) e Mariuccia Loriga, che era cugina della madre di Francesco Cossiga e figlia del medico igienista Giovanni Loriga, il quale fu autore di centoventi pubblicazioni scientifiche in Italia e all'estero.
Cresce a Sassari negli anni del regime fascista, prima di trasferirsi a Roma nel 1944, a seguito del padre, poche settimane dopo la liberazione della capitale. Poco prima del suo trasferimento in continente, nella primavera del 1944, si iscrive al Partito comunista italiano.
Attivo nel Movimento giovanile comunista, poi nel Fronte della gioventù, è uno dei leader della Cellula universitaria del Pci operante presso l'Università di Roma. Tra il 1949 e il 1953 è dapprima segretario, poi presidente dell'Unione internazionale degli studenti (Uis), organizzazione studentesca con sede a Praga.
Laureatosi in medicina e chirurgia presso l'Università di Roma nel 1952 con una tesi sulle condizioni igieniche e sanitarie delle borgate romane, consegue – rispettivamente nel 1958 e nel 1964 – le abilitazioni all'insegnamento di medicina sociale e di igiene. Dal 1969 al 1974 insegna medicina sociale all'Università di Sassari, quindi fisiologia e igiene del lavoro presso l'Università di Roma dal 1975 al 1999.
Personalità di primo piano della cultura italiana, ha contribuito alla diffusione della cultura scientifica in settori decisivi della società nazionale e all'analisi critica del sistema sanitario italiano (è del 1959 la pubblicazione de La Medicina è malata, opera a quattro mani scritta insieme a Severino Delogu).
Responsabile del primo Piano sanitario nazionale, elaborato tra il 1962 e il 1963 nel quadro del Programma quinquennale di sviluppo economico 1965-1969 (il cosiddetto «piano Giolitti», dal nome del suo principale ispiratore, il ministro del bilancio Antonio Giolitti), ma decaduto in seguito alle dimissioni del Governo Moro I, dal 1965 al 1969 è consigliere provinciale a Roma. Dal 1969 è membro – sino al suo scioglimento nel 1991 – del Comitato centrale del Pci, nelle cui liste viene eletto alla Camera nel 1972, nel 1976 e nel 1979.
Svolge un ruolo di primo piano nel dibattito preliminare alle tre leggi sanitarie del 1978, approvate dal Governo Andreotti IV: la legge sulla regolamentazione dell'aborto (l. 22 maggio 1978, n. 194), del cui disegno è relatore di maggioranza insieme al repubblicano Antonio Del Pennino, la cosiddetta «legge Basaglia» (legge 13 maggio 1978, n. 180) e la legge istitutiva del Servizio sanitario nazionale (legge 23 dicembre 1978, n. 833).
Nel 1983 ottiene un seggio al Senato (eletto a Iglesias, poi confermato nel 1987 in Toscana). Sempre nel 1983 diviene consigliere del Comune di Roma, carica che ricopre fino al 1985.
Dopo la svolta della Bolognina aderisce prima al Partito democratico della sinistra e poi ai Democratici di sinistra (in entrambi i partiti è stato ininterrottamente membro della Direzione). Nei Ds è esponente di primo piano della corrente Per tornare a vincere, espressione della sinistra del partito guidata da Fabio Mussi, in opposizione alla linea centrista della corrente Fassino e laico-cattolica di Enrico Morando. Candidato alla Segreteria del partito nell'autunno del 2001, raccoglie il 34,1% dei suffragi, venendo superato da Piero Fassino.
Candidato per il listone Uniti nell'Ulivo nella Circoscrizione centro, nel 2004 è eletto al Parlamento europeo (riceve 148.000 preferenze), dove aderisce al gruppo del Partito del socialismo europeo: in qualità di eurodeputato più anziano, ha condotto le due sedute che hanno decretato l'elezione di Josep Borrell (2004) e di Hans-Gert Pöttering (2007). A Strasburgo, è membro della Commissione per la cultura e l'istruzione, della Delegazione alla commissione parlamentare mista UE-Messico e della Delegazione per le relazioni. È membro sostituto della Commissione per l'ambiente, la sanità pubblica e la sicurezza alimentare.

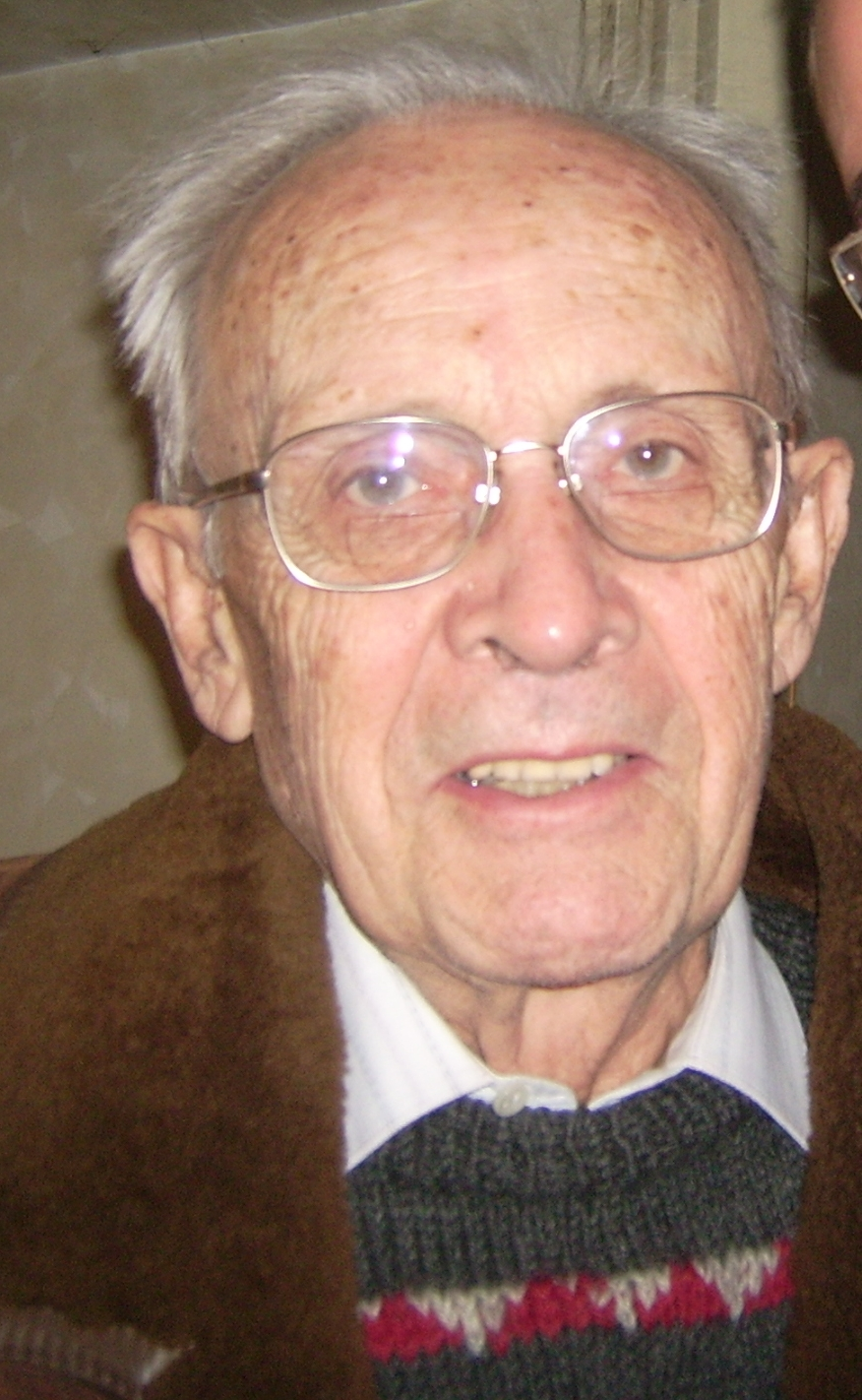
Giovanni Berlinguer nel 2008

Contestualmente, nel maggio 2007, in seguito all'accelerazione del processo di scioglimento dei Ds che porterà alla nascita del Partito democratico, lascia il partito e aderisce a Sinistra democratica di Fabio Mussi.
È professore onorario della Universidad Autonoma de Santo Domingo (1992), Doctor honoris causa della Université de Montréal (1996) e dell'Università di Brasilia (1996), quindi professore emerito dell'Università di Roma (2002). La Presidenza della Repubblica gli ha conferito nel 2001 la medaglia d'oro come «benemerito della scienza e della cultura italiana».
I suoi ultimi studi sono dedicati alla bioetica e ai problemi globali delle disuguaglianze nell'accesso alle cure sanitarie. Dal 1992 al 1995 è vicepresidente del Comitato Nazionale per la Bioetica, sotto la presidenza di Adriano Ossicini. In seguito, nel triennio 1999-2001, assume la presidenza del Comitato, imprimendo una svolta negli studi e nelle pratiche: privilegia l'approfondimento dei problemi più comuni in fatto di etica della salute rispetto alle questioni più grandi del dibattito bioetico, scelta che è alla base della sua distinzione tra bioetica quotidiana e bioetica di frontiera, e che ha considerevole rilievo nel mondo scientifico internazionale. Membro del Consiglio sanitario nazionale dal 1994 al 1996, Berlinguer opera nel Comitato internazionale di bioetica dell'Unesco dal 2001 al 2007 e nella Commissione sui determinanti sociali della salute dell'Organizzazione mondiale della sanità dal 2005 al 2008. Nel 2005 è relatore del primo progetto della Dichiarazione universale sulla bioetica dell'Unesco.
Muore nella notte il 6 aprile 2015 a Roma, all'età di 90 anni. I funerali laici si tengono due giorni dopo presso il teatro della facoltà di lettere dell'Università degli Studi di Roma "La Sapienza".
Il suo archivio personale è conservato a Roma, presso la Fondazione Gramsci.

## Opere
- Automazione e salute. Problemi medico-sociali del progresso tecnico, Roma, Istituto di medicina sociale, 1958.
- La medicina è malata, con Severino Delogu, Bari, Laterza, 1959.
- Borgate di Roma. Urbanesimo ed emigrazione interna, incremento demografico e speculazione edilizia, il fascismo e la segregazione degli indesiderabili, origine regionale e profilo psico-sociale dei baraccati, struttura familiare e consumi, le borgate nella vita politica romana, con Piero Della Seta, Roma, Editori Riuniti, 1960; 1976.
- La macchina uomo, Roma, Editori Riuniti, 1961.
- Malattie e igiene del lavoro degli autoferrotramvieri, Roma, Istituto italiano di medicina sociale, 1962.
- Riforma sanitaria e sicurezza sociale. Relazione e conclusioni del convegno nazionale indetto dal PCI, Roma, 28 febbraio, 1-2 marzo 1963, con Luigi Longo, Roma, a cura della sezione stampa e propaganda del Comitato centrale del Partito comunista italiano, 1963.
- Aphaniptera d'Italia. Studio monografico, Roma, Il pensiero scientifico, 1964.
- La sanità pubblica nella programmazione economica. 1964-1978, Roma, Leonardo edizioni scientifiche, 1964.
- Enti locali e politica sanitaria, Roma, Editori Riuniti, 1966.
- Sicurezza e insicurezza sociale, Roma, Leonardo edizioni scientifiche, 1968.
- Psichiatria e potere. [Le malattie mentali e la manipolazione dell'uomo, i rapporti fra contestazione psichiatrica e movimento operaio], Roma, Editori Riuniti, 1969.
- La salute nelle fabbriche, a cura di, Bari, De Donato, 1969; 1973.
- Politica della scienza, Roma, Editori Riuniti, 1970.
- La strage degli innocenti. Indagine sulla mortalità infantile in Italia, con Ferdinando Terranova, Firenze, La Nuova Italia, 1972.
- Medicina e politica, Bari, De Donato, 1973.
- La riforma sanitaria, con Sergio Scarpa, Roma, Editori Riuniti, 1974.
- La ricerca scientifica e tecnologica, Roma, Editori Riuniti, 1974.
- Per la scienza. Tra oppressione ed emancipazione, Bari, De Donato, 1975.
- Psichiatria e società. [Il rapporto tra elemento biologico e ambiente sociale nella genesi delle malattie mentali], a cura di e con Sergio Scarpa, Roma, Editori Riuniti, 1975.
- Malaria urbana. Patologia delle metropoli, Milano, Feltrinelli, 1976.
- Sesso e società. Materiali del Seminario nazionale del PCI su Educazione sessuale: esperienze e prospettive nel campo dei consultori familiari e dell'attività scolastica, Istituto di studi comunisti Palmiro Togliatti, Roma 11-13 novembre 1975, con Giorgio Bini e Antonio Faggioli, Roma, Editori Riuniti, 1976.
- Gli infortuni sul lavoro dei minori, con Luca Cecchini e Ferdinando Terranova, Roma, Il pensiero scientifico, 1977.
- Medicina e società, presentazione di, Milano, Le Scienze, 1977.
- Dieci anni dopo. Cronache culturali, 1968-1978, Bari, De Donato, 1978.
- Il dominio dell'uomo, Milano, Feltrinelli economica, 1978.
- Donna e salute, Roma, Il pensiero scientifico, 1978.
- La legge sull'aborto. [Dalle prime proposte al voto del Parlamento; il testo commentato della legge e le sue applicazioni], Roma, Editori Riuniti, 1978.
- La scienza e le idee, Roma, Editori Riuniti, 1978.
- Una riforma per la salute. Iter e obiettivi del servizio sanitario nazionale, Bari, De Donato, 1979.
- La droga fra noi, Roma, Editori Riuniti, 1980.
- Un eurocomunista in America. Note di viaggio, Bari, De Donato, 1980.
- Gli anni difficili della riforma sanitaria, Bari, De Donato, 1982.
- La professione del medico, Milano, Feltrinelli, 1982.
- La malattia, Roma, Editori Riuniti, 1984.
- Le mie pulci, Roma, Editori Riuniti, 1988. ISBN 88-359-3236-X; Pordenone, Studio Tesi, 1995. ISBN 88-7692-505-8; Torino, UTET libreria, 2005. ISBN 88-02-07164-0.
- Il Leopardo in salotto. Chiacchiere sulla scienza, sulla natura, sui corpi umani e di altri animali. E anche sulla politica e su altre cose, Roma, Editori Riuniti, 1990. ISBN 88-359-3399-4.
- Le malattie e gli infortuni degli artigiani, con Giorgio Bollini, Roma, Il pensiero scientifico, 1990. ISBN 88-7002-448-2.
- I duplicanti. Politici in italia, Roma-Bari, Laterza, 1991. ISBN 88-420-3844-X.
- Questioni di vita. Etica, scienza, salute, Torino, Einaudi, 1991. ISBN 88-06-12172-3.
- Storia e politica della salute, Milano, F. Angeli, 1991. ISBN 88-204-6776-3.
- Etica della salute, Milano, Il Saggiatore, 1994. ISBN 88-428-0171-2.
- La milza di Davide. Viaggio nella malasanità tra ieri e domani, Roma, Ediesse, 1994. ISBN 88-230-0122-6.
- La merce finale. Saggio sulla compravendita di parti del corpo umano, con Volnei Garrafa, Milano, Baldini & Castoldi, 1996. ISBN 88-8089-076-X; Il nostro corpo in vendita. Cellule, organi, DNA e pezzi di ricambio, Milano, Baldini & Castoldi, 2000. ISBN 88-8089-875-2.
- La salute in Italia. Rapporto 1997, a cura di e con Marco Geddes, Roma, Ediesse, 1997. ISBN 88-230-0267-2.
- Lezioni di bioetica, con M. Callari Galli, E. Lecaldano, A. Oliverio, Stefano Rodotà e C. A. Viano, Roma, Ediesse, 1997. ISBN 88-230-0277-X.
- La salute in Italia. Rapporto 1998. Coniugare risparmio e qualità, a cura di e con Marco Geddes, Roma, Ediesse, 1998. ISBN 88-230-0313-X.
- La salute in Italia. Rapporto 1999. L'integrazione socio-sanitaria, a cura di e con Marco Geddes, Roma, Ediesse, 1999. ISBN 88-230-0345-8.
- Bioetica quotidiana, Firenze, Giunti, 2000. ISBN 88-09-01872-9.
- Nascita, cura e morte. Lezioni di bioetica, a cura di e con Bruno Morcavallo, Roma, Università degli studi di Roma La Sapienza, 2000.
- Il futuro che vorrei. Riflessioni raccolte da Piero Sansonetti, Roma, Editori Riuniti, 2001. ISBN 88-359-5118-6.
- Per tornare a vincere. La mozione Berlinguer al Congresso dei DS. Pesaro, 16-18 novembre 2001, Milano, Baldini & Castoldi, 2002. ISBN 88-8490-161-8.
- Storia della salute. Da privilegio a diritto, Firenze-Milano, Giunti, 2011. ISBN 978-88-09-05365-6.